# Loxia pytyopsittacus
Il crociere delle pinete (Loxia pytyopsittacus Borkhausen, 1793) è un uccello passeriforme della famiglia dei Fringillidi.

## Etimologia
Il nome scientifico della specie, pytyopsittacus, deriva dall'unione delle parole greche πιτυς (pitus, "pino") e ψιττακος (psittakos, "pappagallo"), col significato di "pappagallo dei pini", in riferimento alle abitudini di questi uccelli.

## Descrizione

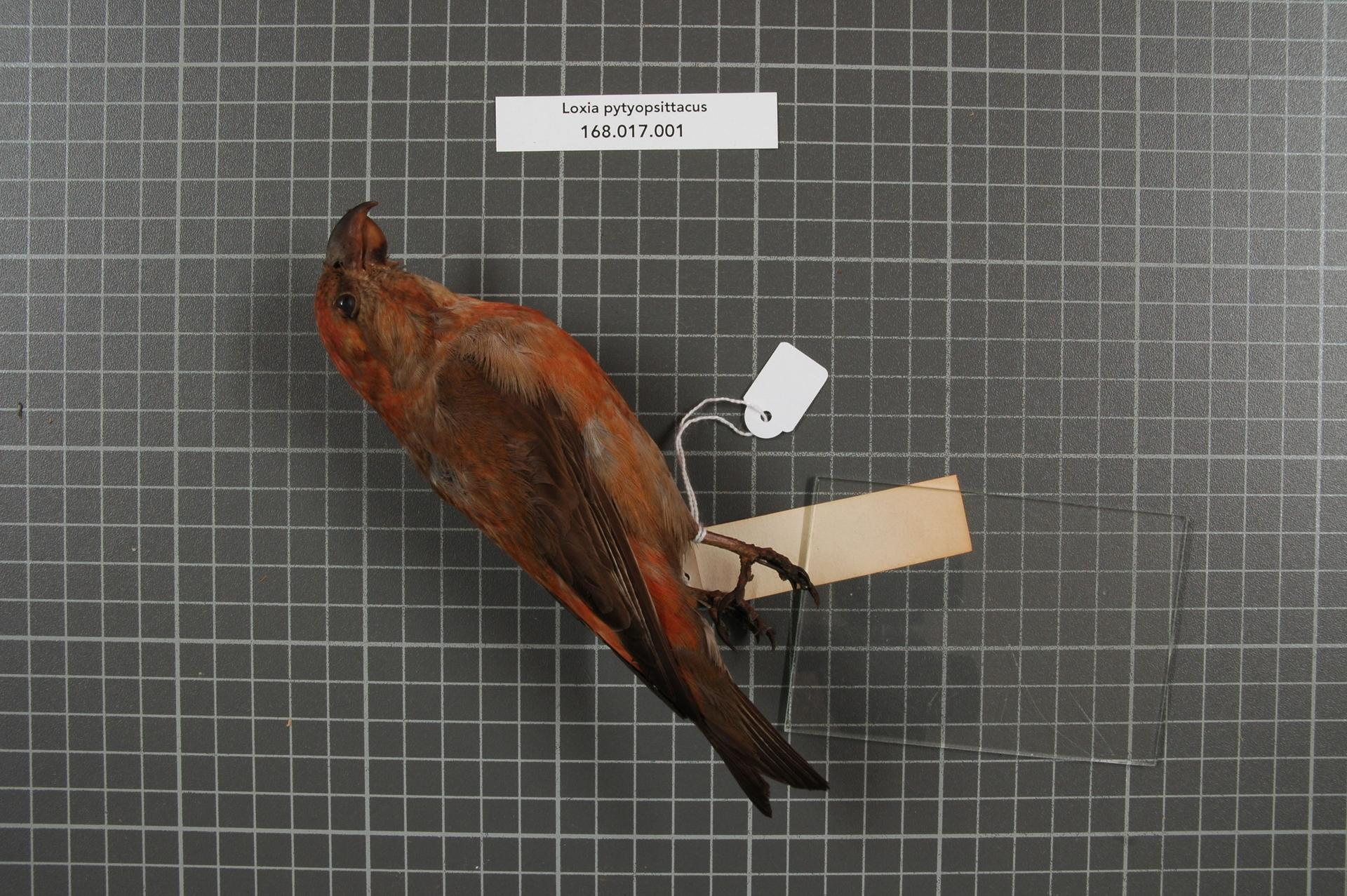
Maschio impagliato.

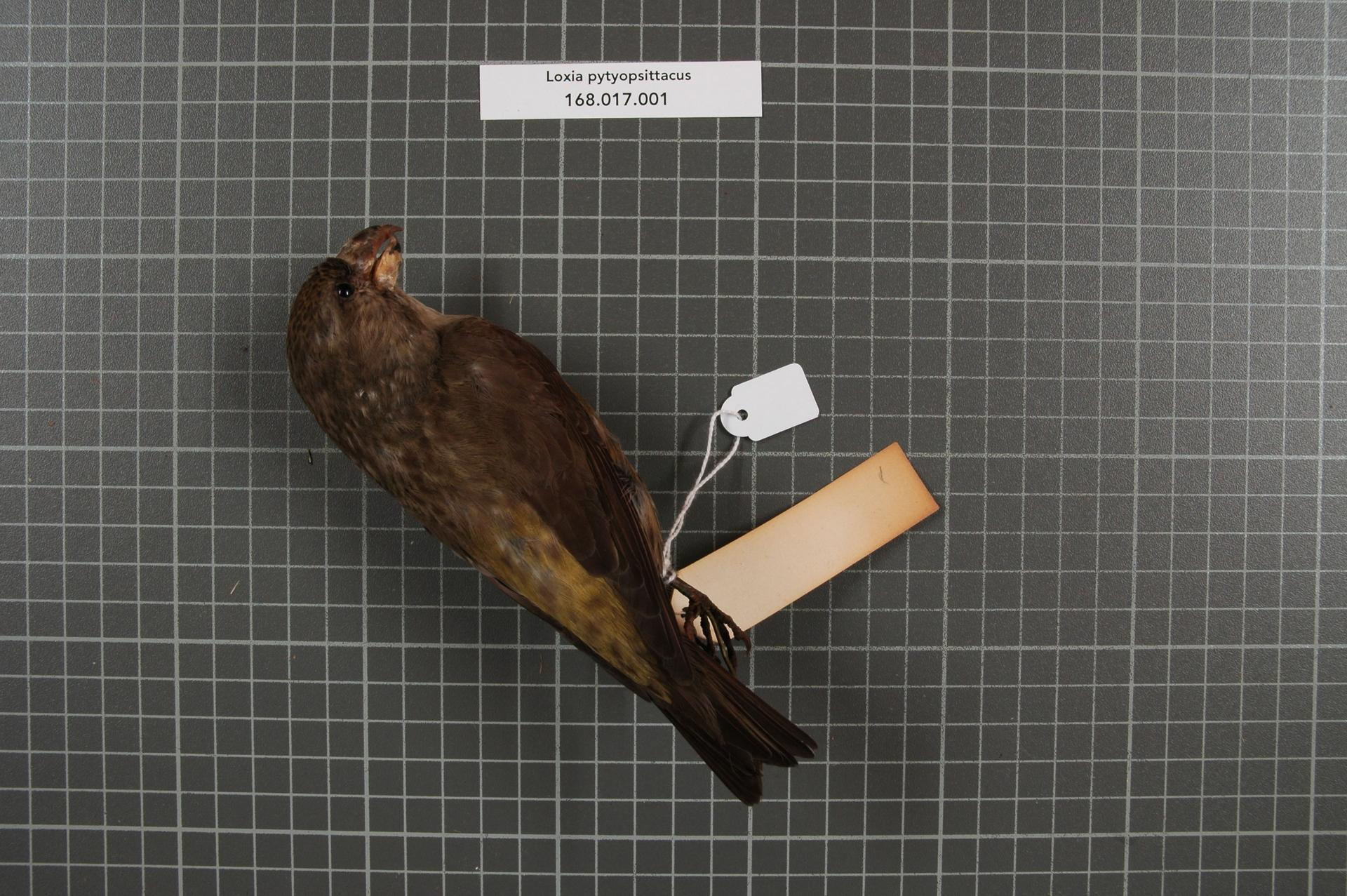
Femmina impagliata.

### Dimensioni
Taglia media di 17–18 cm, peso di 44-69 grammi.

### Aspetto
Si tratta di uccelli dall'aspetto robusto e massiccio, muniti di grossa testa allungata, becco incrociato e massiccio (più che nelle altre specie congeneri, al punto che talvolta la punta incrociata non è immediatamente identificabile), ali allungate e coda lievemente forcuta in punta.
Il piumaggio presenta dicromatismo sessuale. I maschi, infatti, presentano livrea quasi interamente di color rosso mattone, con aree più tendenti al grigio nell'area attorno alla base delle ali, sui fianchi e nell'area fra i lati del becco e l'occhio, mentre il sottocoda è bianco ed il codione tende all'arancio: ali e coda sono di colore bruno scuro. Le femmine condividono coi maschi il colore di ali, coda e sottocoda, mentre il piumaggio è dominato dal bruno, dal giallastro o dal verdastro, con grande variabilità individuale, ma in genere comunque più chiaro su testa, petto e ventre e più scuro dorsalmente.

In ambedue i sessi, il becco è di colore grigio-nerastro, le zampe sono di color carnicino scuro e gli occhi sono di colore bruno scuro.

## Biologia

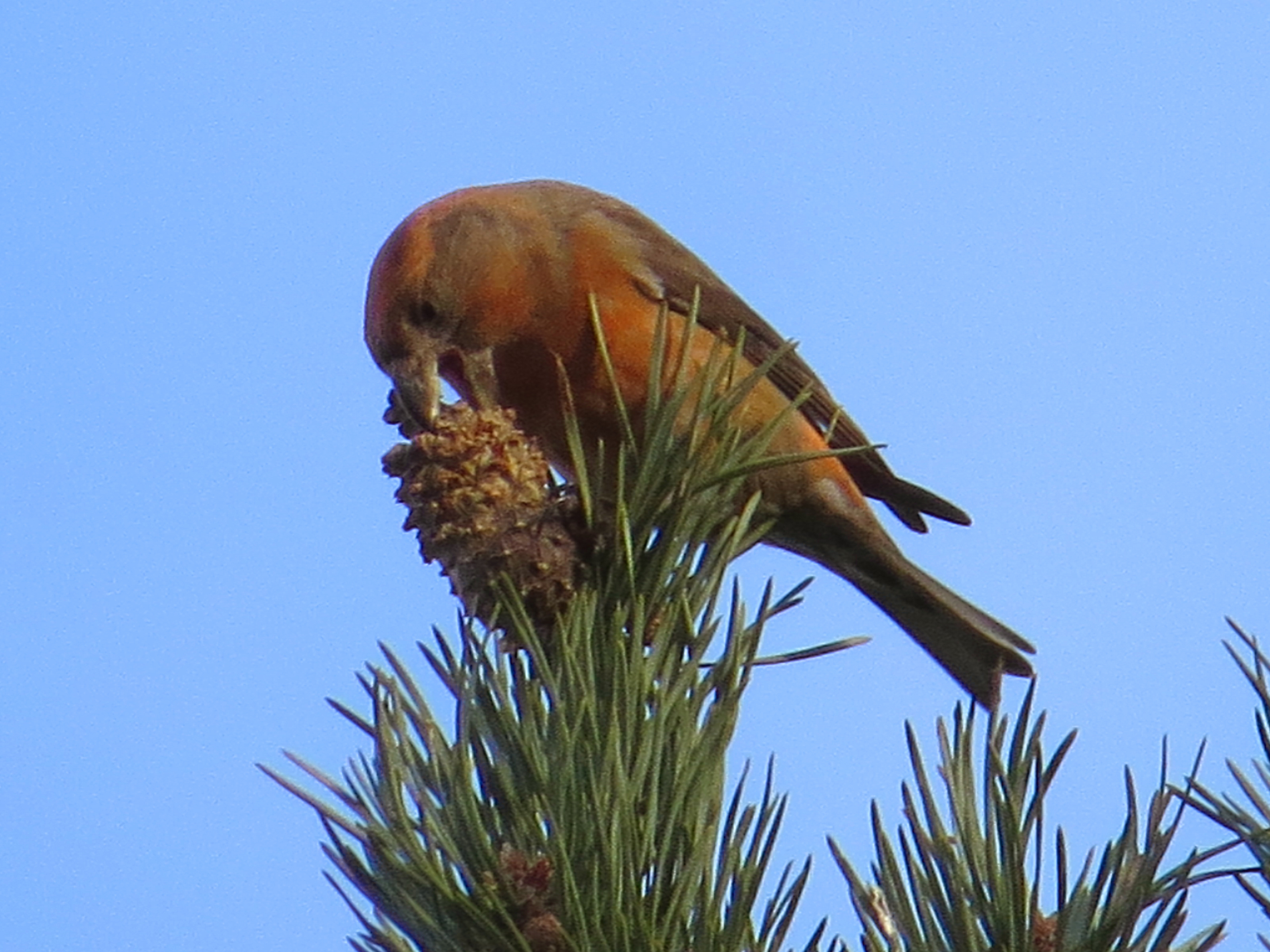
Maschio che si alimenta.

I crocieri delle pinete sono uccelli dalle abitudini diurne e tendenzialmente gregarie, in coppie o in piccoli gruppetti (spesso in associazione con altre specie di crociere) fra i rami degli alberi, tenendo un comportamento sempre molto schivo e prudente e stando pronti a rintanarsi nel folto della vegetazione al minimo cenno di pericolo.

### Alimentazione

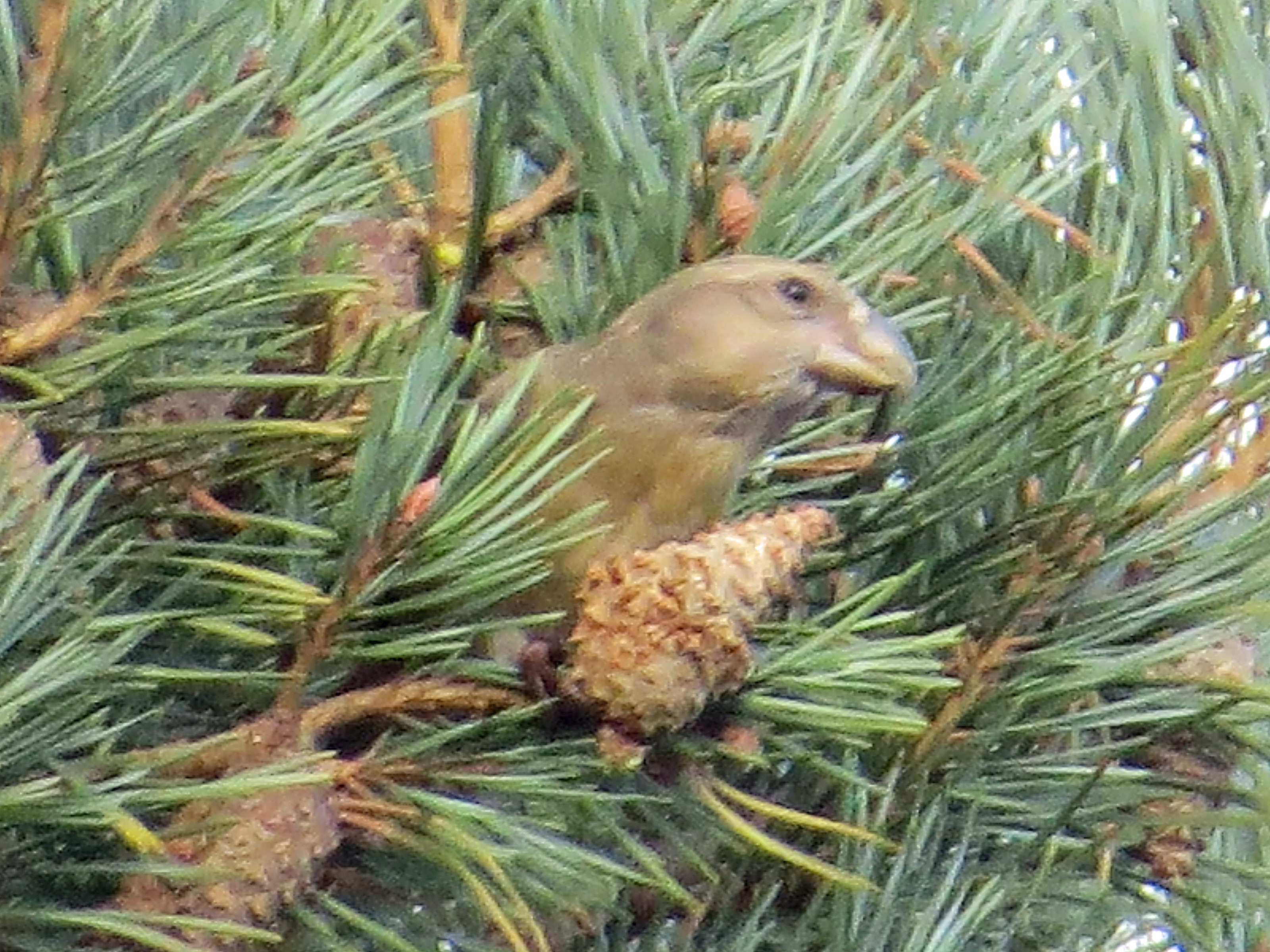
Femmina si alimenta nel Nottinghamshire.

La dieta del crociere delle pinete si compone in massima parte di pinoli di pino silvestre, del quale vengono consumate anche le infiorescenze e i germogli: questi uccelli frequentano però per nutrirsi anche piante di larice, peccio, ontano e pioppo.

### Riproduzione
La stagione riproduttiva comincia in dicembre e termina in aprile: durante questo periodo vengono generalmente portate avanti due covate, conformemente con la disponibilità di cibo.

Si tratta di uccelli rigorosamente monogami, con le coppie molto unite anche all'infuori del periodo riproduttivo: i maschi corteggiano le femmine con voli da parata ed in seguito seguendole costantemente con penne arruffate e becco ed ali semiaperti fino a quando esse non si dimostrano disponibili all'accoppiamento, cosa che viene segnalata dalla femmina accovacciandosi e spostando lateralmente la coda.

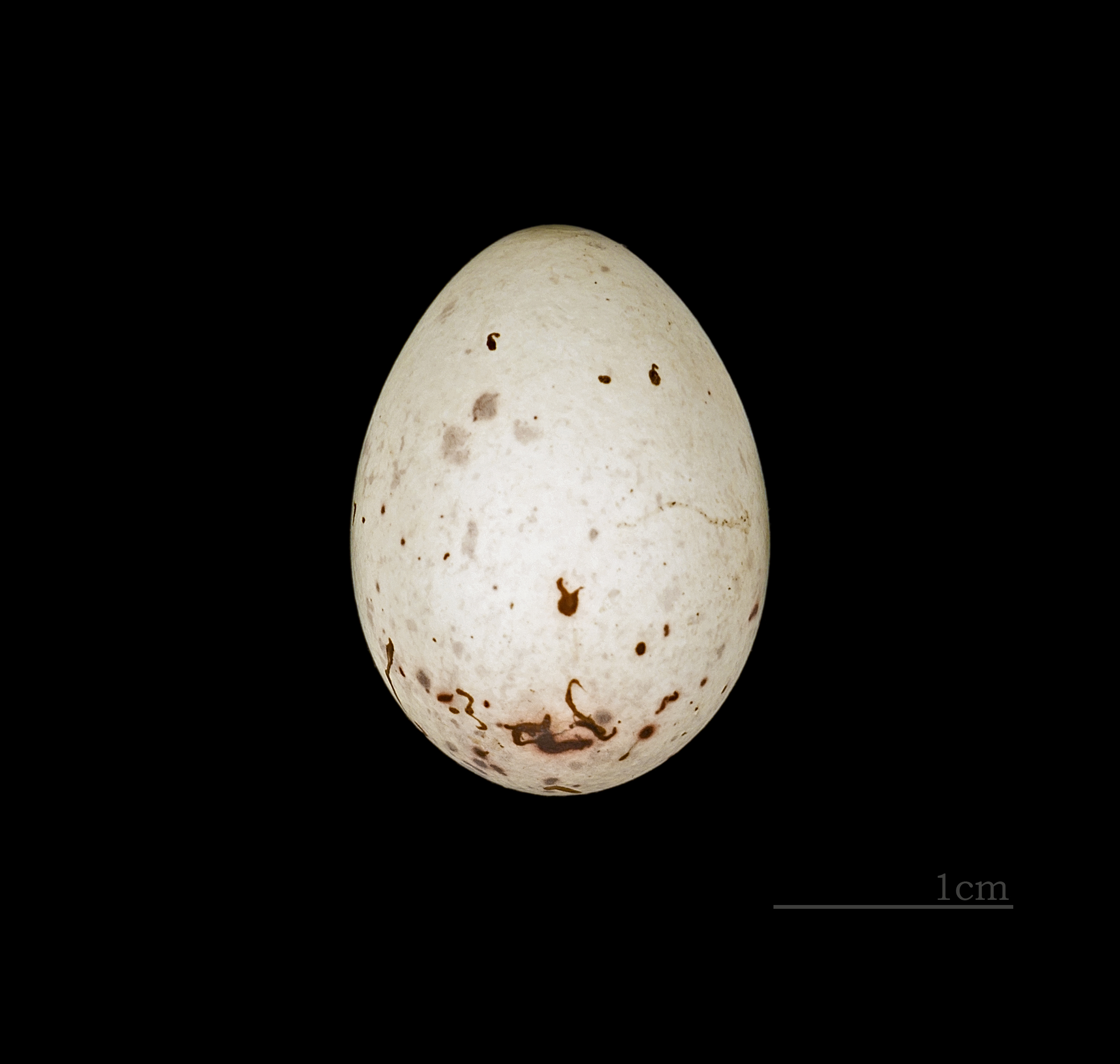
Uovo al Museo di storia naturale di Tolosa.

La costruzione del nido, una coppa di rametti foderata internamente da materiale più morbido posta fra i rami di pino, e la cova delle 2-5 uova (di colore biancastro con rada maculatura bruno-rossiccia, più fitta ai poli) sono a completo carico della femmina, col maschio che può fornire parte del materiale da costruzione e che in ogni caso si occupa di fare la guardia ai dintorni durante le operazioni di edificazione del nido ed incubazione delle uova, oltre a reperire il nutrimento per sé e per la compagna ed a collaborare con essa nelle cure parentali verso i nidiacei. Questi schiudono dopo circa due settimane di cova, ciechi ed implumi, e sono pronti per involarsi attorno alle tre settimane di vita: essi tendono tuttavia ad allontanarsi in maniera definitiva dal nido non prima del mese e mezzo dalla schiusa.

## Distribuzione e habitat

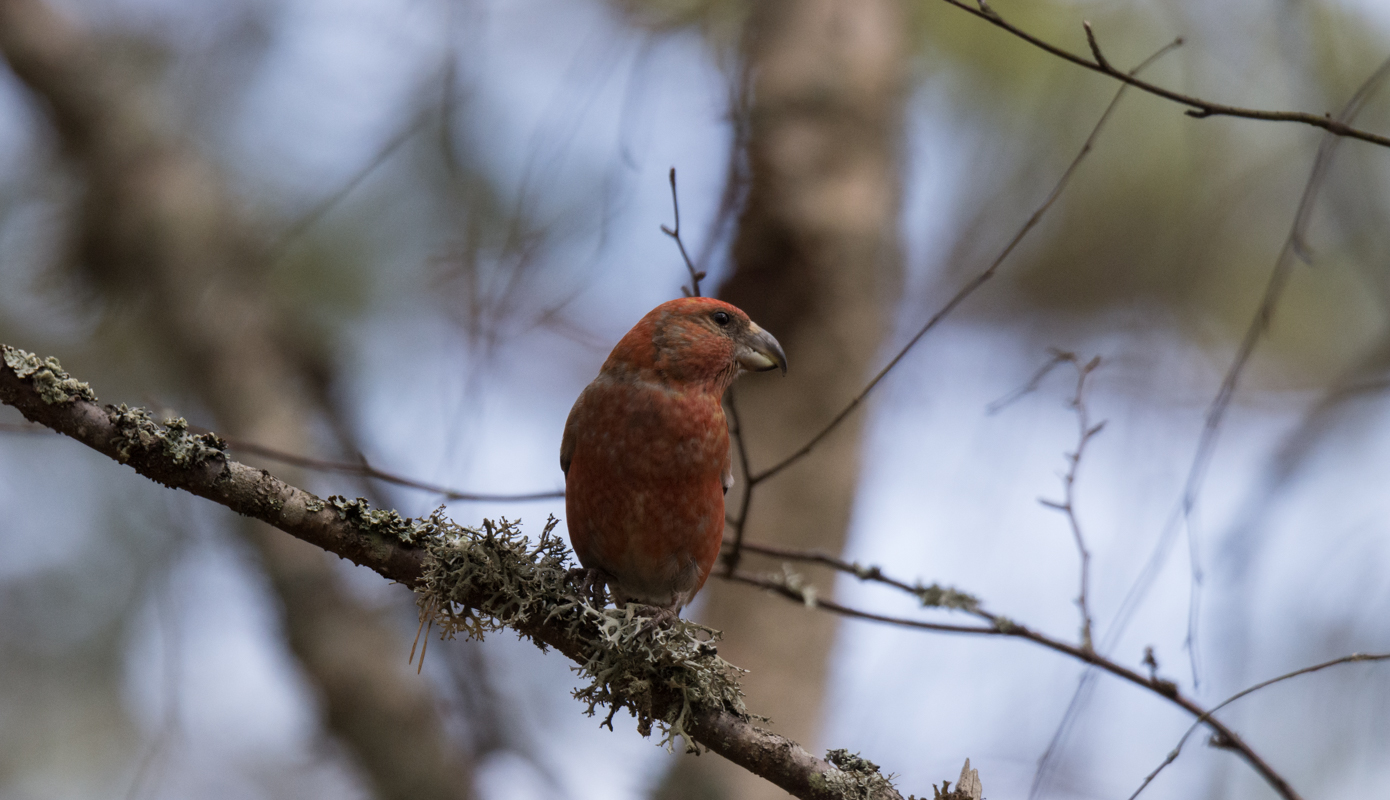
Esemplare in natura in Finlandia.

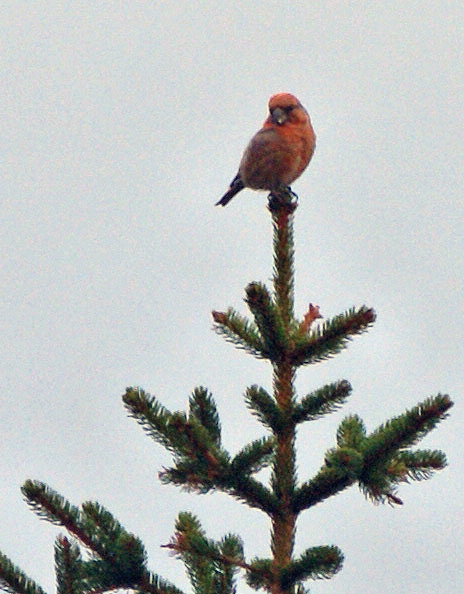
Maschio in cima a un pino nei pressi di Göteborg.

La specie è diffusa in Europa settentrionale, dalla Fennoscandia al fiume Pečora attraverso i paesi baltici, spingendosi a sud fino alla Bielorussia centro-settentrionale ed alle estreme propaggini nord-orientali della Polonia: una piccola popolazione è presente anche in Scozia, dove vive in simpatria col crociere scozzese. In Italia la specie è accidentale.
L'habitat del crociere delle pinete, come intuibile dal nome comune, è rappresentato dalle pinete ben mature di pino silvestre: questi uccelli, tuttavia, si adattano anche ad aree più degradate, come la pineta secondaria o le pinete con aree aperte.